# ورزشگاه برامال لین
برامال لین (به انگلیسی: Bramall Lane) نام ورزشگاه اختصاصی باشگاه شفیلد یونایتد در منطقه برامال لین در شهر شفیلد در شهرستان یورکشایر جنوبی، انگلستان است.
این ورزشگاه از سال ۱۸۸۹ زمین خانگی باشگاه شفیلد یونایتد می‌باشد. ظرفیت این ورزشگاه ۳۲٬۷۰۲ است .
 ورزشگاه برامال لین قدیمی‌ترین ورزشگاه فوتبال جهان می‌باشد  که یک تیم حرفه‌ای در آن بازی می‌کند. این ورزشگاه از زمان افتتاح تا سال ۱۸۸۹ که باشگاه شفیلد یونایتد تأسیس شد در اختیار باشگاه کریکت یورکشایر کانتی ،باشگاه فوتبال شفیلد (Sheffield F.C) و باشگاه فوتبال شفیلد ونزدی بود.
ورزشگاه برامال لین هجدهمین ورزشگاه بزرگ در انگلستان می‌باشد .